# 인천이음초등학교
인천이음초등학교는 대한민국 인천광역시 서구에 있는 공립 초등학교이다.

## 연혁
- 2022년 9월 1일 : 개교